# Tonkinomys daovantieni
Tonkinomys daovantieni är en gnagare i familjen råttdjur (Muridae) som förekommer i Sydostasien. Arten beskrevs 2006 av Musser et al. och den listas i ett eget släkte. Det vetenskapliga släktnamnet är sammansatt av Tonkin (norra Vietnam) och mys (mus eller råtta). Artepitet hedrar den vietnamesiska biologiprofessor Đào Văn Tiến.

## Utseende
Arten påminner om svartråttan i utseende. Den når en kroppslängd (huvud och bål) av 18,5 till 22 cm och en svanslängd av 15,5 till 18 cm. Individerna har en mörk gråaktig päls som innehåller på ryggen flera styva hår som påminner om taggar. Den ganska korta och tjocka svansen är nära roten gråaktig och efter hälften vitaktig på grund av att den saknar pigment. På hjässan och på bröstet finns en vit fläck.

## Utbredning, ekologi och status
Denna gnagare lever i norra Vietnam i provinsen Lang Son och i angränsande områden av Kina. Regionen är en karst av kalkstensklippor som är täckta av träd och buskar. Utbredningsområdet ligger lägre än 150 meter över havet. Arten är främst aktiv på natten men syns ibland på dagen. Födan utgörs av insekter och kanske av andra ämnen.
Beståndet hotas troligen av dagbrott som utvinner kalksten. IUCN listar Tonkinomys daovantieni med kunskapsbrist (Data Deficient).